# Xyris elliottii
Xyris elliottii är en gräsväxtart som beskrevs av Alvin Wentworth Chapman. Xyris elliottii ingår i släktet Xyris och familjen Xyridaceae. Inga underarter finns listade i Catalogue of Life.